# Juan Pérez-Caballero y Ferrer
Juan Pérez Caballero y Ferrer (Madrid, 8 de novembre de 1861 - Sant Sebastià, 1951) va ser un diplomàtic i polític espanyol, ministre d'Estat durant el regnat d'Alfons XIII.

## Biografia
Va néixer en el si d'una família de notable tradició política i acadèmica. Era fill de José María Pérez-Caballero y de Posada, senador del regne, cosí del president del consell de ministres José Posada Herrera. La seva mare, María Isabel de Ferrer y Álvarez de Coiñas, era filla del també president del consell de ministres Joaquín María de Ferrer y Cafranga, i neboda carnal del director suprem de la Confederación del Río de la Plata Ignacio Alvarez Thomas. Altres avantpassats il·lustres seus foren: el seu besavi José Pérez Caballero y de la Cuesta, prominent jurista qui va atendre els negocis jurídics dels reis Carles III, Carles IV, Josep Bonaparte i Ferran VII, pel que fou nomenat president del Reial Consell d'Hisenda, fiscal del Consell de la Mesta, president de la Sala 1a de Negocis Contenciosos, (que substituí al Consell de Castella durant el Regnat de José Bonaparte), fiscal del Reial Tribunal del Protomedicat i comissari reial per a les obres del Jardí Botànic; així com el seu altre besavi Ramón de Posada y Soto, primer president del Tribunal Suprem en la Història d'Espanya.
Va estudiar en el Col·legi dels Espanyols de Bolonya, on va començar una íntima i duradora relació d'amistat amb el comte de Romanones. En 1886 va fer de mitjancer en el contenciós que van mantenir l'Imperi Alemany i el regne d'Espanya a causa de la sobirania de les Illes Carolines, per la qual raó va rebre la creu de 2a classe de l'Orde del Mèrit Militar en recompensa als seus serveis. En 1906 va ser designat delegat plenipotenciari adjunt en la Conferència d'Algesires, també fou designat successivament ambaixador a Brussel·les, Roma i París
Senador per Albacete el 1905, passaria a representar a Guadalajara el 1910 fins a ser nomenat senador vitalici el 1916.
Va ser ministre d'Estat ocupant el càrrec entre l'1 i el 6 de juliol de 1906 en un gabinet presidit per Segismundo Moret. Posteriorment tornaria a ocupar la mateixa cartera ministerial entre el 30 de novembre de 1906 i el 25 de gener de 1907 als successius governs que van presidir Moret i Antonio Aguilar y Correa. Finalment, entre el 21 d'octubre de 1909 i el 9 de febrer de 1910 tornaria a se ministre d'Estat en un nou govern Moret.
Va ser membre de les Reial Acadèmia de Jurisprudència i Legislació, sent considerat especialista en assumptes internacionals mediterranis, destacant especialment en el camp de les relacions amb el Regne del Marroc. Entre les seves produccions escrites va destacar España y Marruecos. Recuerdos del Pasado. Éxitos del Presente. Visión del Porvenir.